# Rosa sinobiflora
Rosa sinobiflora es una especie de planta del género Rosa, de la familia Rosaceae.

## Taxonomía
Rosa sinobiflora fue descrita por T. C. Ku en 2003.

## Distribución
Se encuentra en el territorio centro-sur de China.